# Turkiets damlandslag i volleyboll
Turkiets damlandslag i volleyboll (turkiska: Türkiye Bayan Millî Voleybol Takımı) representerar Turkiet i volleyboll på damsidan. 
Laget har deltagit i två OS (2012 och 2020) och fem VM. De har deltagit i EM ett stort antal gånger och som bäst blivit tvåa (2003 och 2019). Laget har haft sina största framgångar sedan 2000 då de återkommande spelat i VM och nått framträdande placeringar vid EM.

### Fotnoter
1. ↑  ”1963 Senior European Championships” (på engelska). Confédération Européenne de Volleyball. https://www-old.cev.eu/Competition-Area/competition.aspx?ID=298&PID=621. Läst 27 februari 2023.
2. ↑  ”1967 Senior European Championships” (på engelska). Confédération Européenne de Volleyball. https://www-old.cev.eu/Competition-Area/competition.aspx?ID=299&PID=622. Läst 26 februari 2023.
3. ↑  ”1980/1981 Senior European Championships” (på engelska). Confédération Européenne de Volleyball. https://www-old.cev.eu/Competition-Area/competition.aspx?ID=304&PID=628. Läst 26 februari 2023.
4. ↑  ”1987 LATTAQUIÉ (SYR), (11/25 Septembre)” (på franska). Comité international des Jeux méditerranéens. sid. 27. https://cijm.org.gr/wp-content/uploads/2016/06/JM1987.pdf. Läst 16 februari 2023.
5. ↑  ”1988/1989 Senior European Championships” (på engelska). Confédération Européenne de Volleyball. https://www-old.cev.eu/Competition-Area/competition.aspx?ID=308&PID=634. Läst 26 februari 2023.
6. ↑  ”1993 - AGDE LANGUEDOC-ROUSSILLON (FRA), (16/27 Juin)” (på franska). Comité international des Jeux méditerranéens. sid. 34. https://cijm.org.gr/wp-content/uploads/2016/06/JM1993.pdf. Läst 29 juni 2024.
7. ↑  ”1994/1995 Senior European Championships” (på engelska). Confédération Européenne de Volleyball. https://www-old.cev.eu/Competition-Area/CompetitionStandings.aspx?ID=310. Läst 26 februari 2023.
8. ↑  ”Affiche officielle des JM Tunis 2001” (på franska). Comité international des Jeux méditerranéens. sid. 42. https://cijm.org.gr/wp-content/uploads/2016/06/JM2001.pdf. Läst 17 december 2023.
9. ↑  ”2002/2003 Senior European Championships” (på engelska). Confédération Européenne de Volleyball. https://www-old.cev.eu/Competition-Area/competition.aspx?ID=102&PID=-2. Läst 26 februari 2023.
10. ↑  ”WOMEN WORLD CUP 2003” (på engelska). Fédération Internationale de Volleyball. http://www.fivb.org/EN/volleyball/Competitions/WorldCup/2003/women2/standings/standings.asp?sm=54. Läst 26 februari 2023.
11. ↑  ”Affiche officielle des JM Alméria 2005” (på franska). Comité international des Jeux méditerranéens. sid. 46. https://cijm.org.gr/wp-content/uploads/2016/06/JM2005.pdf. Läst 17 december 2023.
12. ↑  ”2004/2005 European Championships” (på engelska). Confédération Européenne de Volleyball. https://www-old.cev.eu/Competition-Area/competition.aspx?ID=144&PID=-2. Läst 24 oktober 2022.
13. ↑  ”FIVB Women's World Championship Japan 2006 - Final standings” (på engelska). Fédération Internationale de Volleyball. http://www.fivb.org/EN/volleyball/competitions/WorldChampionships/women/2006/Standings/Finals.asp. Läst 2 mars 2023.
14. 1 2 3  ”Vorherige Rankings - Montreux Volley Masters 2019” (på tyska). Montreux Volley Masters. http://www.volleymasters.ch/de/history/ranking. Läst 7 mars 2023.
15. ↑  ”2006/2007 European Championships” (på engelska). Confédération Européenne de Volleyball. https://www-old.cev.eu/Competition-Area/competition.aspx?ID=197&PID=-2. Läst 24 oktober 2022.
16. ↑  ”Standings” (på engelska). Fédération Internationale de Volleyball. http://www.fivb.org/EN/volleyball/competitions/WorldGrandPrix/2008/Standings/finals.asp?sm=40. Läst 29 juni 2024.
17. ↑  ”Résultats des XVI J.M.” (på franska). Comité international des Jeux méditerranéens. sid. 40. https://cijm.org.gr/wp-content/uploads/2016/06/JM2009.pdf. Läst 17 december 2023.
18. ↑  ”2009 European League” (på engelska). Confédération Européenne de Volleyball. https://www-old.cev.eu/Competition-Area/competition.aspx?ID=442&PID=-2. Läst 21 mars 2023.
19. ↑  ”2009 European Championships” (på engelska). Confédération Européenne de Volleyball. https://www-old.cev.eu/Competition-Area/competition.aspx?ID=388&PID=-2. Läst 24 oktober 2022.
20. ↑  ”2010 CEV European League - Women” (på engelska). Confédération Européenne de Volleyball. https://www-old.cev.eu/Competition-Area/competition.aspx?ID=18&PID=-2. Läst 21 mars 2023.
21. ↑  ”2010 FIVB Women's World Championship  -  Japan” (på engelska). Fédération Internationale de Volleyball. http://www.fivb.org/EN/Volleyball/Competitions/WorldChampionships/2010/Women/FinalStanding.asp?Tourn=MWCH2010. Läst 2 mars 2023.
22. ↑  ”2011 CEV Volleyball European League - Women” (på engelska). Confédération Européenne de Volleyball. https://www-old.cev.eu/Competition-Area/competition.aspx?ID=545&PID=-2. Läst 21 mars 2023.
23. ↑  ”2011 CEV Volleyball European Championship” (på engelska). Confédération Européenne de Volleyball. https://www-old.cev.eu/Competition-Area/competition.aspx?ID=15&PID=-2. Läst 24 oktober 2022.
24. ↑  ”FIVB Volleyball World Grand Prix 2012” (på engelska). Fédération Internationale de Volleyball. http://www.fivb.org/EN/volleyball/competitions/WorldGrandPrix/2012/FinalStanding.asp. Läst 18 mars 2024.
25. ↑  ”2012 CEV Volleyball European League - Women” (på engelska). Confédération Européenne de Volleyball. https://www-old.cev.eu/Competition-Area/competition.aspx?ID=564&PID=-2. Läst 21 mars 2023.
26. ↑  ”Olympedia”. https://www.olympedia.org/results/329046.
27. ↑  ”Résultats des XVII J.M.” (på franska). Comité international des Jeux méditerranéens. sid. 42. https://cijm.org.gr/wp-content/uploads/2016/06/JM2013.pdf. Läst 18 mars 2023.
28. ↑  ”2013 CEV Volleyball European League - Women” (på engelska). Confédération Européenne de Volleyball. https://www-old.cev.eu/Competition-Area/Competition.aspx?ID=598&PID=-2. Läst 29 juni 2024.
29. ↑  ”FIVB Volleyball World Grand Prix 2013  -  Final standing” (på engelska). Fédération Internationale de Volleyball. http://www.fivb.org/EN/volleyball/competitions/WorldGrandPrix/2013/finalstanding.asp. Läst 18 mars 2024.
30. ↑  ”2013 CEV Volleyball European Championship” (på engelska). Confédération Européenne de Volleyball. https://www-old.cev.eu/Competition-Area/competition.aspx?ID=560&PID=-2. Läst 13 oktober 2022.
31. ↑  ”2014 CEV Volleyball European League - Women” (på engelska). Confédération Européenne de Volleyball. https://www-old.cev.eu/Competition-Area/competition.aspx?ID=706&PID=-2. Läst 21 mars 2023.
32. ↑  ”FIVB Volleyball World Grand Prix 2014 -  Final standing - Group 1” (på engelska). Fédération Internationale de Volleyball. http://www.fivb.org/EN/volleyball/competitions/WorldGrandPrix/2014/FinalStanding1.asp. Läst 17 mars 2024.
33. ↑  ”FIVB Volleyball Women's World Championship Italy 2014” (på engelska). Fédération Internationale de Volleyball. http://italy2014.fivb.org/en. Läst 2 mars 2023.
34. ↑  ”Baku 2015 European Games - Women” (på engelska). Confédération Européenne de Volleyball. https://www-old.cev.eu/Competition-Area/Competition.aspx?ID=760&PID=-2. Läst 29 juni 2024.
35. ↑  ”Final standing” (på engelska). Fédération Internationale de Volleyball. http://worldgrandprix.2015.fivb.com/en/finals-1/competition/final-standing. Läst 21 mars 2023.
36. ↑  ”2015 CEV Volleyball European League - Women” (på engelska). Confédération Européenne de Volleyball. https://www-old.cev.eu/Competition-Area/competition.aspx?ID=815&PID=-2. Läst 21 mars 2023.
37. ↑  ”2015 CEV Volleyball European Championship - Women” (på engelska). Confédération Européenne de Volleyball. https://www-old.cev.eu/Competition-Area/competition.aspx?ID=701&PID=-2. Läst 13 oktober 2022.
38. ↑  ”FIVB World Grand Prix 2016” (på engelska). Fédération Internationale de Volleyball. http://worldgrandprix.2016.fivb.com/en. Läst 7 mars 2023.
39. ↑  ”FIVB World Grand Prix 2017” (på engelska). Fédération Internationale de Volleyball. http://worldgrandprix.2017.fivb.com/en. Läst 7 mars 2023.
40. ↑  ”2017 CEV Volleyball European Championship - Women” (på engelska). Confédération Européenne de Volleyball. https://www-old.cev.eu/Competition-Area/competition.aspx?ID=841&PID=-2. Läst 13 oktober 2022.
41. ↑  ”FIVB Volleyball Nations League 2018” (på engelska). Volleyball World. https://en.volleyballworld.com/en/vnl/2018#navwvnl2018. Läst 7 mars 2023.
42. ↑  ”Résultats des XVIII J.M.” (på franska). Comité international des Jeux méditerranéens. sid. 43. https://cijm.org.gr/wp-content/uploads/2019/07/final-resutls_tarragona_2018.pdf. Läst 17 mars 2023.
43. ↑  ”Tournament Standing - Montreux Volley Masters 2018” (på engelska). Montreux Volley Masters. 9 december 2018. https://web.archive.org/web/20181209231807/http://www.volleymasters.ch/en/competition/final-standing. Läst 29 juni 2024.
44. ↑  ”Final standing” (på engelska). Fédération Internationale de Volleyball. http://japan2018.fivb.com/en/results-and-ranking/final-standing. Läst 18 oktober 2022.
45. ↑  ”Tournament Standing - Montreux Volley Masters 2019” (på engelska). Montreux Volley Masters. 5 november 2020. https://web.archive.org/web/20201105074641/http://www.volleymasters.ch/en/competition/final-standing. Läst 29 juni 2024.
46. ↑  ”Final Standing” (på engelska). Fédération Internationale de Volleyball. https://en.volleyballworld.com/en/vnl/2019/womensfinals/competition/finalstanding. Läst 31 augusti 2022.
47. ↑  ”CEV EuroVolley 2019  -  Women” (på engelska). Confédération Européenne de Volleyball. https://www-old.cev.eu/Competition-Area/competition.aspx?ID=1053&PID=-2. Läst 10 september 2022.
48. ↑  volleyballworld.com. ”VNL 2021 - Women's standings.” (på engelska). https://en.volleyballworld.com/volleyball/competitions/volleyball-nations-league/2021/standings/women/#round-f. Läst 29 juni 2024.
49. ↑  ”tävlings-ID på Olympedia”. https://www.olympedia.org/results/19001195.
50. ↑  ”CEV EuroVolley 2021  -  Women” (på engelska). Confédération Européenne de Volleyball. https://www-old.cev.eu/Competition-Area/competition.aspx?ID=1248&PID=-2. Läst 16 april 2022.
51. ↑  ”Results Book” (på engelska). Comité international des Jeux méditerranéens. sid. 1423. https://cijm.org.gr/wp-content/uploads/2022/11/gdm2022_adb.pdf. Läst 16 februari 2023.
52. ↑  ”Final Standings” (på engelska). Fédération Internationale de Volleyball. https://en.volleyballworld.com/volleyball/competitions/vnl-2022/final-standings/women/. Läst 31 augusti 2022.
53. ↑  ”Islamic Solidarity Games Women - Matches” (på engelska). Turkiets volleybollförbund. https://tvf-web.dataproject.com/CompetitionMatches.aspx?ID=85&PID=165. Läst 15 februari 2023.
54. ↑  ”Final standings” (på engelska). Fédération Internationale de Volleyball. https://en.volleyballworld.com/volleyball/competitions/women-worldchampionship-2022/standings/#round-f. Läst 15 oktober 2022.
55. ↑  volleyballworld.com. ”VNL 2023 - Women's standings.” (på engelska). https://en.volleyballworld.com/volleyball/competitions/vnl-2023/standings/women/. Läst 26 juli 2023.
56. ↑  ”Women  -  EuroVolley” (på engelska). Confédération Européenne de Volleyball. https://eurovolley.cev.eu/en/2023/women/#final-standing. Läst 10 september 2023.
57. ↑  volleyballworld.com. ”VNL 2024 - Women's standings.” (på engelska). https://en.volleyballworld.com/volleyball/competitions/volleyball-nations-league/standings/women/#round-f. Läst 24 juni 2024.
58. ↑  ”Volleyball Olympic Games Paris 2024 - Women's standings.” (på engelska). Volleyball World. https://en.volleyballworld.com/volleyball/competitions/volleyball-olympic-games-paris-2024/standings/women/#round-f. Läst 12 augusti 2024.